# قميصة
القَمِيصة هي سمق كلاسيكي، أو نوع حديث من الملابس الداخلية أو الفساتين. تاريخياً، كانت القميصة عبارة عن لباس بسيط يرتدى على الجلد مباشرةً لحماية الملابس من العرق وزيوت الجسم، وهي مقدمة للقمصان الحديثة التي ترتدى عادة في الدول الغربية.

## التأثيل
جاءت الكلمة الإنجليزية (Chemise) من الكلمة العربية (قميصة أو قميص).

## طالع المزيد
- قميصول.
- قميص تحتي.
- سروال وقميص.